# تيم رايلي
تيم رايلي (بالإنجليزية: Tim Riley)‏ هو ناقد موسيقي وصحفي أمريكي، ولد في 1960.

## وصلات خارجية
- الموقع الرسمي